# Liste der schwedischen Botschafter in Osttimor

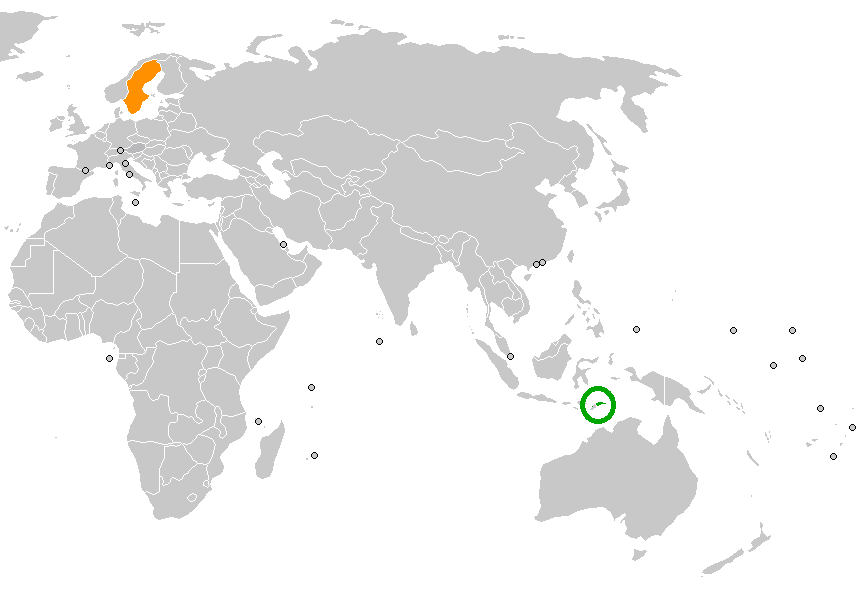
Osttimor (grün) und die Schweden (orange)

Diese Liste führt die schwedischen Botschafter in Osttimor auf.

## Hintergrund

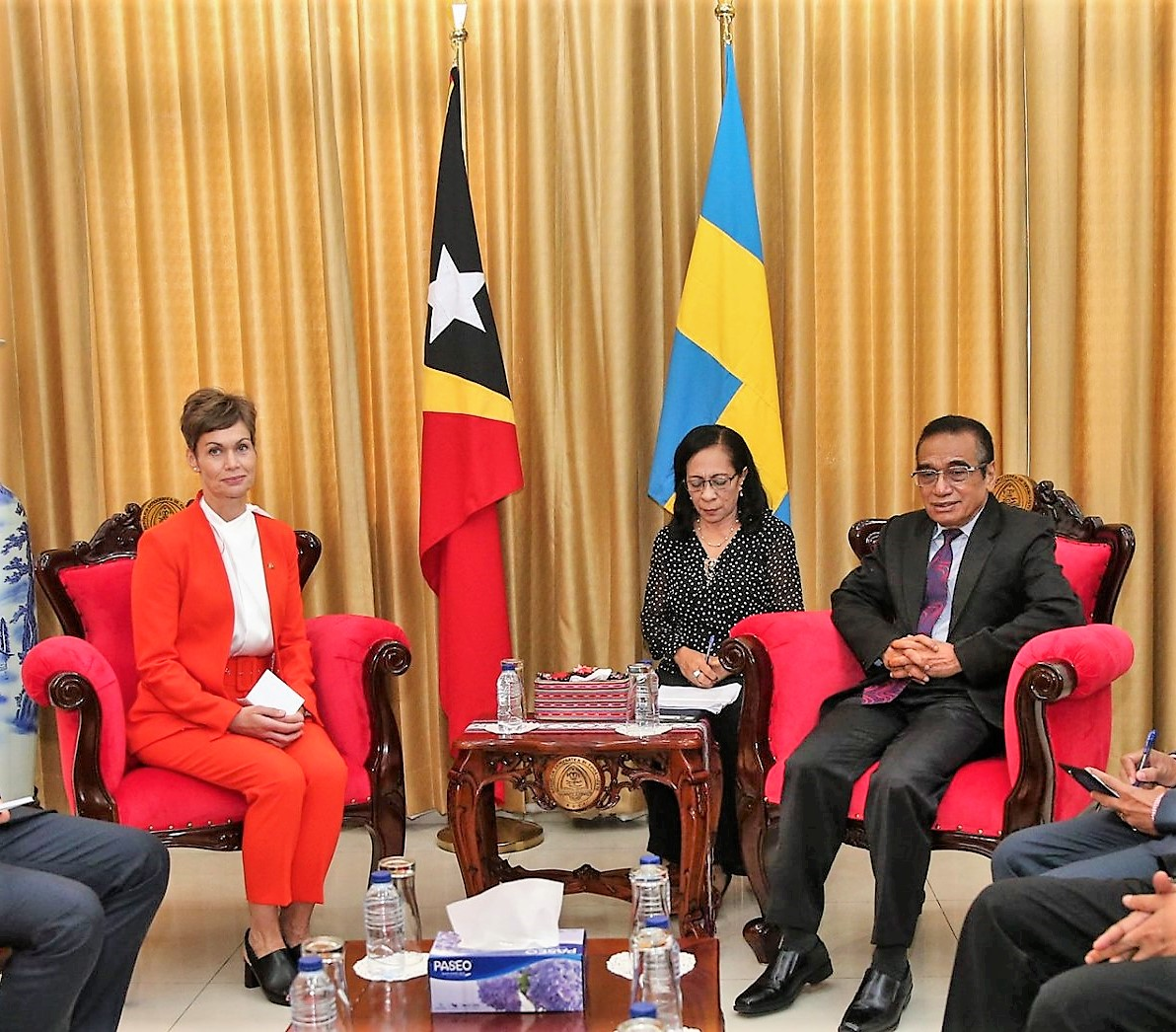
Die schwedische Botschafterin Marina Berg und Osttimors Präsident Francisco Guterres

Zwischen Osttimor und Schweden wurden am 20. Mai 2002 diplomatische Beziehungen aufgenommen. Schweden wird in Dili durch seinen Botschafter im indonesischen Jakarta vertreten. Seit 2023 hat Schweden ein Honorarkonsulat in Dili.
| Foto | Name                  | Amtszeit  | Anmerkungen                                                                |
| ---- | --------------------- | --------- | -------------------------------------------------------------------------- |
|      | Harald Sandberg       | 2002–2003 | erster schwedischer Botschafter für Osttimor; Akkreditierung: 21. Mai 2002 |
|      | ?                     |           |                                                                            |
|      | Ewa Polano            | 2010–2014 | Ab Sept. 2009 in Jakarta; Dienstende: 19. Juni 2014                        |
|      | Johanna Brismar Skoog | 2015–2019 | Akkreditierung: 17. Februar 2015                                           |
|      | Marina Berg           | 2020–2024 | Akkreditierung: 21. Februar 2020                                           |
|      | Daniel Blockert       | seit 2024 | Akkreditierung in Osttimor: 19. Februar 2024                               |